# Дом правительства Сент-Люсия
Дом правительства — это официальная резиденция генерал-губернатора Сент-Люсии. Дом расположен на гребне Морн Форчун, недалеко от Кастри.
| Дом правительства                           | Дом правительства                        |
| ------------------------------------------- | ---------------------------------------- |
|                                             |                                          |
| Общая информация                            |                                          |
| Тип                                         | Официальная резиденция                   |
| Расположение                                | Морн Форчун, Кастри, Сент-Люсия          |
| Координаты                                  | 14.005407 ° Северной широты 60,998325 °W |
| Началось строительство                      | 1894                                     |
| Завершено                                   | 1895                                     |
| Клиент                                      | Генерал-губернатор из Сент-Люсия         |
| Владелец                                    | Правительство Сент-Люсии                 |
| Веб-сайт                                    |                                          |
| www.governorgeneral.gov.lc/government-house |                                          |

Первый дом правительства, построенный на этом месте, был разрушен ураганом в 1817 году, до его завершения. Второй дом, построенный из дерева, был построен на том же месте в 1819 году. Этот дом пришел в упадок и был заброшен к 1865 году. Затем Дом правительства переместили в близлежащие заброшенные военные казармы.
Строительство нынешнего кирпичного Дома правительства было начато на месте предыдущего дома в 1894 году и завершено годом позже. Первоначально он использовался как дом и офис уполномоченных Сент-Люсии до 1958 года, затем для администрации острова. С 1967 года Домом правительства пользовались губернаторы Сент-Люсии, а с тех пор, как Сент-Люсия стала независимым государством в 1979 году, им пользуются генерал-губернаторы.
На Конференции Организации Объединенных Наций по изменению климата 2015 года правительство Сент-Люсии официально объявило, что установит на здании солнечные панели в партнерстве с некоммерческой организацией Solar Head of State, чтобы донести важность возобновляемых источников энергии.